# Curdridge
Curdridge is een civil parish in het bestuurlijke gebied Winchester, in het Engelse graafschap Hampshire met 1398 inwoners.